# Pascals væddemål
Pascals væddemål er et filosofisk og apologetisk argument for troen på den kristne Guds eksistens, fremsat af den franske filosof, matematiker og fysiker Blaise Pascal (1623–1662). Han fremstiller spørgsmålet om troen på Gud som et væddemål med kun to satsningsmuligheder: Gud eksisterer, eller Gud eksisterer ikke. Væddemålet er et argument for, at ateisme er en satsning, som ikke er værd at tage. Hvis ateisten har ret, bliver han bare til ingenting, når han dør, og den kristne bliver også bare til ingenting. Hvis ateisten derimod tager fejl, vil han betale med en evig ulyksalighed, mens den kristne vil modtage en evig lyksalighed. Derfor bør man satse på, at Gud eksisterer.
Pascals væddemål kortlagde et nyt territorium af sandsynlighedsteori, og det var var den første formelle anvendelse af beslutningsteori.
Det skal understreges, at væddemålet ikke er et argument for Guds eksistens, men for troen på Guds eksistens. Det er et argument for, at det er en bedre satsning at tro på, at Gud eksisterer, end at tro på, at han ikke eksisterer.

## Citat fraTanker
I Pascals filosofiske hovedværk Tanker er væddemålet beskrevet således:
”Lad os da undersøge dette punkt; vi siger altså: ’Enten er Gud, eller han er ikke.’ Men til hvad side skal vi hælde? Fornuften kan ikke nå til en løsning. Et uendeligt kaos adskiller os [fra Gud]. Ved den yderste ende af denne uendelige afstand spilles der et spil, hvor der enten kommer plat eller krone ud. Hvad skal vi holde på? Ved hjælp af fornuften kan du ikke bekræfte nogen af de to muligheder; ved hjælp af fornuften kan du heller ikke benægte nogen af dem. Beskyld da ikke dem, der har gjort et valg for at have gjort galt; thi det ved du intet om. ’Nej, jeg bebrejder dem heller ikke, at de har valgt sådan eller sådan, men at de overhovedet har valgt; thi vel har den, der har valgt krone, måske ikke gjort galere end den, der har valgt plat, men de har begge gjort galt; det rigtige er nemlig ikke at holde på noget.’ Ja, men holdes må der. Det er ikke en frivillig sag. Din skæbne befinder sig nu engang ude på dybet. Hvad vil du da holde på? Lad os nu engang se. Siden det er nødvendigt at gøre et valg, må man være klar over, hvor der er mindst at risikere. Du har to ting at tabe: det sande og det gode, og to ting at sætte ind i spillet: din fornuft og din vilje, din erkendelse og din lyksalighed; og din natur har to ting, den vil undgå: fejltagelse og elendighed. Din fornuft krænkes ikke mere ved at vælge det ene end ved at vælge det andet, eftersom det er nødvendigheden, der kræver et valg. Hermed er da ét punkt klaret. Men nu din lyksalighed? Lad os veje vinding og tab, hvis du holder på krone: at Gud er. Overslaget ser således ud: Vinder du, vinder du alt; taber du, taber du intet. Hold derfor uden betænkning på, at Gud er.” 

## Uddybning
Pascal forudsætter i sit argument, at der på spørgsmålet om Guds eksistens kun findes to svarmuligheder: 1) ”Gud eksisterer” og 2) ”Gud eksisterer ikke”. En tredje mulighed findes ikke. Hvis man ikke vil satse på, at Gud eksisterer - hvis man lever som om Gud ikke eksisterer - så satser man i virkeligheden på, at Gud ikke eksisterer, siger han.
Derudover forudsætter han, at de to muligheder er lige sandsynlige. Det er således ikke sandsynligheden for et bestemt udfald af væddemålet, der skal afgøre, hvilken mulighed man vælger. Det er gevinst og tab ved de to muligheder, der skal afgøre det.
Med hensyn til gevinst og tab siger han, at hvis man vædder på, at Gud eksisterer, og vinder væddemålet, så vil man få en uendelig gevinst: Man vil opnå en evig lyksalighed i himlen. Baggrunden for denne påstand er den kristne lære om, at man frelses og kommer i himlen, hvis man tror på Gud – nærmere bestemt den kristne Gud.
Hvis man vædder på, at Gud eksisterer, og taber væddemålet, så vil man ikke lide noget tab i form af noget ubehageligt efter døden. Man vil blot blive til intet.
Hvis man vædder på, at Gud ikke eksisterer, og vinder væddemålet, så vil man ikke få nogen gevinst. Efter døden vil man blot opleve den intethed, som man forventer.
Hvis man vædder på, at Gud ikke eksisterer, og taber væddemålet, så vil man lide et uendeligt tab: Man vil få en evig straf i helvede.
På den baggrund skal man selvfølgelig vædde på, at Gud eksisterer, siger Pascal. Man har en interesse i at tro på Gud.
Skematisk kan væddemålet stilles således op:
|                                       | Du væddede på, at Gud eksisterer                                        | Du væddede på, Gud ikke eksisterer                                     |
| Det viser sig, at Gud eksisterer      | Du vil få en uendelig gevinst: Du vil opnå en evig lyksalighed i himlen | Du vil lide et uendeligt tab: Du vil få en evig ulyksalighed i helvede |
| Det viser sig, at Gud ikke eksisterer | Du vil ikke lide noget tab. Du vil blot blive til intet                 | Du vil ikke få nogen gevinst. Du vil blot blive til intet              |

## Kritik

### De mange religioner
Pascals væddemål er blevet kritiseret for, at det kun ser to alternativer: at tro på den kristne Gud og ikke at tro på den kristne Gud. Der findes dog andre religioner end kristendommer, der også lover en evig salighed, hvis man har den rette tro, og som truer med en evig straf i helvede, hvis man er vantro; for eksempel islam. Pascals argument er derfor et lige så godt argument for hver af disse religioner, som det er for kristendommen. Derfor er argumentet ikke holdbart. Den franske filosof og forfatter Denis Diderot (1713–1784) sagde: “En imam kunne ræsonnere på samme måde.” 
Så kunne man vælge at vædde på, at alle guderne i religionerne eksisterer. På den måde skulle man være helgarderet. Men et sådant væddemål passer ikke med, hvad de enkelte religioner lærer. For eksempel lærer kristendommen tydeligt, at der kun findes én gud, nemlig den kristne Gud. Alle andre guder afvises som afguder. Der kan blandt andet henvises til det 1. bud i de 10 bud: ”Du må ikke have andre guder end mig.”  I islam lyder trosbekendelsen (shahadah): "Jeg bekender, at der ikke er anden Gud end Allah, og jeg bekender, at Muhammed er Allahs profet." Denne formulering findes i forskellige hadithsamlinger.
En anden version af denne indvending lyder på, at der for hver regel i én religion er en modsat regel i en anden religion. For eksempel kræver kristendommen, at tilhængeren tilbeder Jesus som frelseren, mens jødedommen kræver, at tilhængeren ikke tilbeder Jesus som frelseren. Hvis en bestemt handling fører én tættere på frelsen i én religion, fører den samme handling én længere væk fra frelsen i en anden religion. Derfor kan værdien af at følge en bestemt religion være negativ. For denne religion kan jo vise sig at være usand.

### Motivationen er forkert
Væddemålet er endvidere blevet kritiseret for, at det indebærer en forkert motivation for at tro på Gud. En retfærdig Gud ikke vil anse det for at være en god motivation at handle ud fra en beregnende interesse i vædde på et resultat, der har den største sandsynlighed for at medføre gevinst. En sådan køligt kalkulerende spekulation i personlig fordel svarer dårligt til den sande tro, som har mere ædle motiver.
Richard Dawkins siger, at man ikke kan beslutte sig for en ægte tro på baggrund af sådanne strategiske overvejelser. Pascals væddemål ikke er et argument for at tro på Gud, men et argument for at foregive at tro på Gud. Hvis Gud er alvidende, vil han kunne gennemskue dette bedrag, siger Dawkins.
Det er endvidere blevet fremført, at tro ikke er noget, man kan tvinge sig selv til. Hvis man bliver tilbudt en enorm pengesum for at tro, at himlen er grøn, så kan man ikke af den grund tro oprigtigt på det. Pascals væddemål inspirerer ikke mennesker til en ægte tro.
William James tvivler i The Will to Believe (1897) på, at en tro baseret på Pascals ræsonnement er mulig. Han mener, at det er umuligt at tro på Gud af ren viljestyrke, hvis man ikke i forvejen har en tilbøjelighed til en sådan tro. En sådan tro "ville mangle den indre sjæl i troens virkelighed", siger han.
Pascal er opmærksom på denne indvending og kalder den ”sand”.. Han siger dog:
”Men lær da i det mindste at forstå din afmagt til at tro, siden fornuften tilskynder dig til det, og du alligevel ikke kan det. Og arbejd så på at blive overbevist, ikke ved at tumle med beviser for Guds tilværelse, men ved at bekæmpe dine lidenskaber. Du vil finde troen og kender ikke vejen; du vil helbredes for din vantro og søger et middel til helbredelse. Tag ved lære af dem, der har været bundne ligesom du, og som nu sætter alt ind, hvad de ejer; det er folk, der kender den vej, du ønsker at gå, og som er blevet helbredt for en sygdom, som du gerne vil helbredes for. Følg den metode, de begyndte med: de handlede, som om de troede, de tog vievand, de lod læse messer, osv. Ganske naturligt vil dette bringe dig til at tro … At dette er vejen, kan du se deraf, at det svækker dine lidenskaber, og det er dem, der er den største hindring.” .
Pascal mener altså, at væddemålet kan, om ikke direkte få én til at tro, så dog kan få én til at forstå sin manglende evne til at tro, og kan inspirere én til at bekæmpe sine lidenskaber (for eksempel en stærk seksualdrift), som er den største hindring for at tro. Væddemålet kan således hjælpe en til at fjerne nogle hindringer for troen på Gud, mener Pascal.

### Guds retfærdighed
Pascal mener - ud fra sin kristne tro - at det kun er troen eller den manglende tro på Gud, der afgør, om et menneske får en evig lyksalighed eller en evig ulyksalighed. Det er imidlertid en påstand - ikke sikker viden - at det forholder sig sådan.
Faktisk er der flere andre muligheder. Der er blandt andet disse:
1.	Der er en Gud, men han belønner ikke.
2.	Der er en Gud, der belønner, men ikke alene på baggrund af tro på ham.
3.	Der er en Gud, der belønner på baggrund af gerninger, ikke på baggrund af tro.
4.	Der er en Gud, der belønner og straffer på langt mere nuanceret vis. Det samme menneske kan både modtage en løn og en straf – i overensstemmelse med mængden af både dets gode og dets onde gerninger.
Det er for eksempel tænkeligt, at Gud belønner kritisk agnosticisme og straffer blind tro. Det er også tænkeligt, at Gud belønner ærlighed i tanken og straffer påtaget tro. Også hos Jesus findes den tanke, at det afgørende ikke er, om man bekender sig til Gud, men om man handler efter Guds vilje: ”Ikke enhver, som siger: Herre, Herre! til mig, skal komme ind i Himmeriget, men kun den, der gør min himmelske faders vilje.” 
Pascals fremstilling af væddemålet forudsætter, at der er tale om en simpel ja-eller-nej-beslutning, hvorfra alt andet følger. Men inden for kristendommen er der ingen konsensus om de kriterier, ifølge hvilke evig lyksalighed opnås, eller hvordan en tro på Gud skal udtrykke sig for at blive belønnet med evigt liv. Selv pave Frans har udtalt, at en person godt kan blive frelst, selv om han ikke har været troende, hvis han blot har været et godt menneske.
En anden forudsætning for Pascals fremstilling af væddemålet er, at et menneske kun lever ét liv på jorden, hvorefter det dømmes til enten evig lyksalighed eller evig ulyksalighed. Men der findes religioner og religionsformer, der har reinkarnation som en del af deres lære, for eksempel hinduismen, jainismen, buddhismen og New age, og som regner med, at hvert menneske lever mange liv (inkarnationer) på jorden.
Læren om reinkarnation indeholder ikke tanken om en endegyldig dommedag, hvor der kun er to mulige udgange for ethvert menneske: frelse eller fortabelse. En sådan tanke strider også mod et umiddelbart retfærdighedsbegreb, eftersom ethvert menneske indeholder både godt og ondt. At lade dommens udgang afhænge af det enkelte menneskes tro på Gud kan virke vilkårligt og uretfærdigt.
Reinkarnationslæren anerkender, at hvert menneske (mere præcist: hver sjæl) indeholder både godt og ondt. Det enkelte menneskes gode og onde gerninger afføder henholdsvis en god og en dårlig karma. Karmaen følger sjælen og udløser sig i en skæbne, eventuelt i et senere liv. Et typisk forløb er, at en sjæl gør nogle dårlige gerninger i ét liv, høster karmaen af dem i et andet liv, derefter lærer lektien af dem, og derfor gør nogle gode gerninger, som afføder en bedre skæbne i et tredje liv. Der er således tale om en mere nuanceret og „retfærdig“ gengældelse end i læren om de to udgange af dommen. De lidelser eller glæder, som sjælen oplever i det enkelte liv, skyldes de valg, den har gjort i fortiden.

## Andre væddemålsargumenter
Pascals væddemål har inspireret andre til at opstille lignende argumenter på andre områder. For eksempel opstiller den britiske forfatter Ian King en sekulær version af Pascals væddemålsargument i sin bog ”How to Make Good Decisions and Be Right all the Time” (2008). Han siger: “Hvad skader det at forfølge værdi og dyd? Hvis der er værdi, så har vi alt at vinde, men hvis der ikke er nogen, så har vi ikke mistet noget." Derfor giver det rationelt mening for os at forfølge noget af værdi.
Den amerikanske forretningsmand Warren Buffett har opstillet et væddemålsargument i forbindelse med debatten om klimaændringer. Han siger, at hvis der kun er 1% chance for, at planeten er på vej mod en virkelig stor katastrofe, og at forsinkelse af afværgende handlinger betyder at passere et punkt uden mulighed for tilbagevenden, så er det dumdristigt at vente med at handle over for klimaforandringer. Derved risikerer man nemlig at passere det punkt, hvorefter en tilbagevenden (point of no return) er umulig. Altså skal man handle over for klimaforandringer.